# Tania Cagnotto
Tania Cagnotto (née le 15 mai 1985 à Bolzano) est une plongeuse italienne.

## Biographie
Plusieurs fois championne d'Europe, Tania Cagnotto a été vice-championne du monde à deux reprises avec Francesca Dallapé.
Elle est la fille de Giorgio Cagnotto et de Carmen Casteiner, tous deux plongeurs de haut niveau.
Le 22 juin 2013, en obtenant une médaille d'argent à Rostock, elle égale le nombre de médailles record au niveau européen (18) détenu par le Russe Dmitri Sautin, record qu'elle bat le 20 août 2014 lors des Championnats d'Europe à Berlin en remportant la médaille d'or du tremplin de 1 m, ce qui lui donne un total de vingt médailles européennes. Le 23 août suivant, elle remporte une autre médaille d'or avec Francesca Dallapé, leur 6e titre consécutif, puis le lendemain une médaille d'argent au tremplin 3 m.
Le 28 juillet 2015, elle devient pour la première fois championne du monde au tremplin 1 m en devançant les deux Chinoises, Shi Tingmao et He Zi. C'est la première victoire italienne féminine lors des championnats du monde et la seconde, après 40 ans, celle de Klaus Dibiasi en 1975. Elle confirme au niveau européen au tremplin de 1 m, en remportant le titre à Londres en 2016, et, en y ajoutant celui du tremplin 3 m, avec un écart de 30 points sur la deuxième. Lors de ses derniers Championnats d'Europe, elle remporte un troisième titre, en synchronisé avec Francesca Dallapé, et reçoit, le jour de son 31e anniversaire, la récompense de meilleure plongeuse des Championnats de la LEN (le meilleur masculin étant Thomas Daley) : avec ces trois titres, elle collectionne 20 médailles d'or européennes.

## Palmarès

### Jeux olympiques
- Jeux olympiques de 2000 à Sydney  Australie :
  - 18e (demi-finale) du plongeon individuel à 3 m.
- Jeux olympiques de 2004 à Athènes  Grèce :
  - 8e du plongeon individuel à 3 m.
  - 8e du plongeon individuel à 10 m.
- Jeux olympiques de 2008 à Pékin  Chine :
  - 5e du plongeon individuel à 3 m.
  - 13e (demi-finale)du plongeon individuel à 10 m.
- Jeux olympiques de 2012 à Londres  Royaume-Uni :
  - 4e du plongeon individuel à 3 m individuel.
  - 4e du plongeon synchronisé à 3 m (avec Francesca Dallapé).

### Championnats du monde
- Championnats du monde 2005' à Montréal  Canada :
  -  Médaille de bronze du plongeon individuel à 3 m.
- Championnats du monde 2007 à Melbourne  Australie :
  -  Médaille de bronze du plongeon individuel à 3 m.
- Championnats du monde 2009 à Rome  Italie :
  -  Médaille de bronze du plongeon individuel à 3 m.
  -  Médaille d'argent du plongeon synchronisé à 3 m (avec Francesca Dallapé).
- Championnats du monde 2011 à Shanghai  Chine :
  -  Médaille de bronze du plongeon individuel à 1 m.
- Championnats du monde 2013 à Barcelone  Espagne :
  -  Médaille d'argent du plongeon synchronisé à 3 m (avec Francesca Dallapé).
  -  Médaille d'argent du plongeon individuel à 1 m.
- Championnats du monde 2015 à Kazan  Russie :
  -  Médaille d'or du plongeon individuel à 1 m.
  -  Médaille de bronze du plongeon individuel à 3 m.
  -  Médaille de bronze synchro avec Maicol Verzotto

### Championnats d'Europe
- Championnats d'Europe 2002 à Berlin  Allemagne :
  -  Médaille de bronze du plongeon synchronisé à 3 m (avec Maria Marconi).
  -  Médaille d'argent du plongeon à 10 m.
- Championnats d'Europe 2004 à Madrid  Espagne :
  -  Médaille de bronze du plongeon individuel à 3 m.
  -  Médaille d'or du plongeon individuel à 10 m.
- Championnats d'Europe 2008 à Eindhoven  Pays-Bas :
  -  Médaille d'or du plongeon individuel à 10 m.
  -  Médaille de bronze du plongeon synchronisé à 10 m (avec Noemi Batki).
- Championnats d'Europe 2010 à Budapest  Hongrie :
  -  Médaille d'or du plongeon individuel à 1 m.
  -  Médaille d'or du plongeon synchronisé à 3 m (avec Francesca Dallapé)..
- Championnats d'Europe de plongeon 2013 à Rostock  Allemagne :
  -  Médaille d'or du plongeon individuel à 1 m.
- Championnats d'Europe de natation 2016 à Londres